# Ruta Estatal de Nevada 823
La Ruta Estatal de Nevada 823, y abreviada SR 823 (en inglés: Nevada State Route 823) es una carretera estatal estadounidense ubicada en el estado de Nevada. La carretera inicia en el Sur desde la  SR 208  hacia el Norte en la Upper Colony Road en Simpson. La carretera tiene una longitud de 12,3 km (7.614 mi).

## Mantenimiento
Al igual que las autopistas interestatales, y las rutas federales y el resto de carreteras estatales, la Ruta Estatal de Nevada 823 es administrada y mantenida por el Departamento de Transporte de Nevada por sus siglas en inglés Nevada DOT.  ►►►► MENTIRA ►►►

## Cruces
La Ruta Estatal de Nevada 823 es atravesada principalmente por la  SR 824 .